# Colorado Crush
I Colorado Crush erano una squadra di Arena Football League con sede a Denver, Colorado. La squadra è stata fondata nel 2003 e ha chiuso nel 2008.